# Montrabé
Montrabé település Franciaországban, Haute-Garonne megyében. Lakosainak száma 4322 fő (2022. január 1.). Montrabé Rouffiac-Tolosan, Balma, Beaupuy, Mondouzil, Pin-Balma, Saint-Jean és L’Union községekkel határos.

## A műemlékek

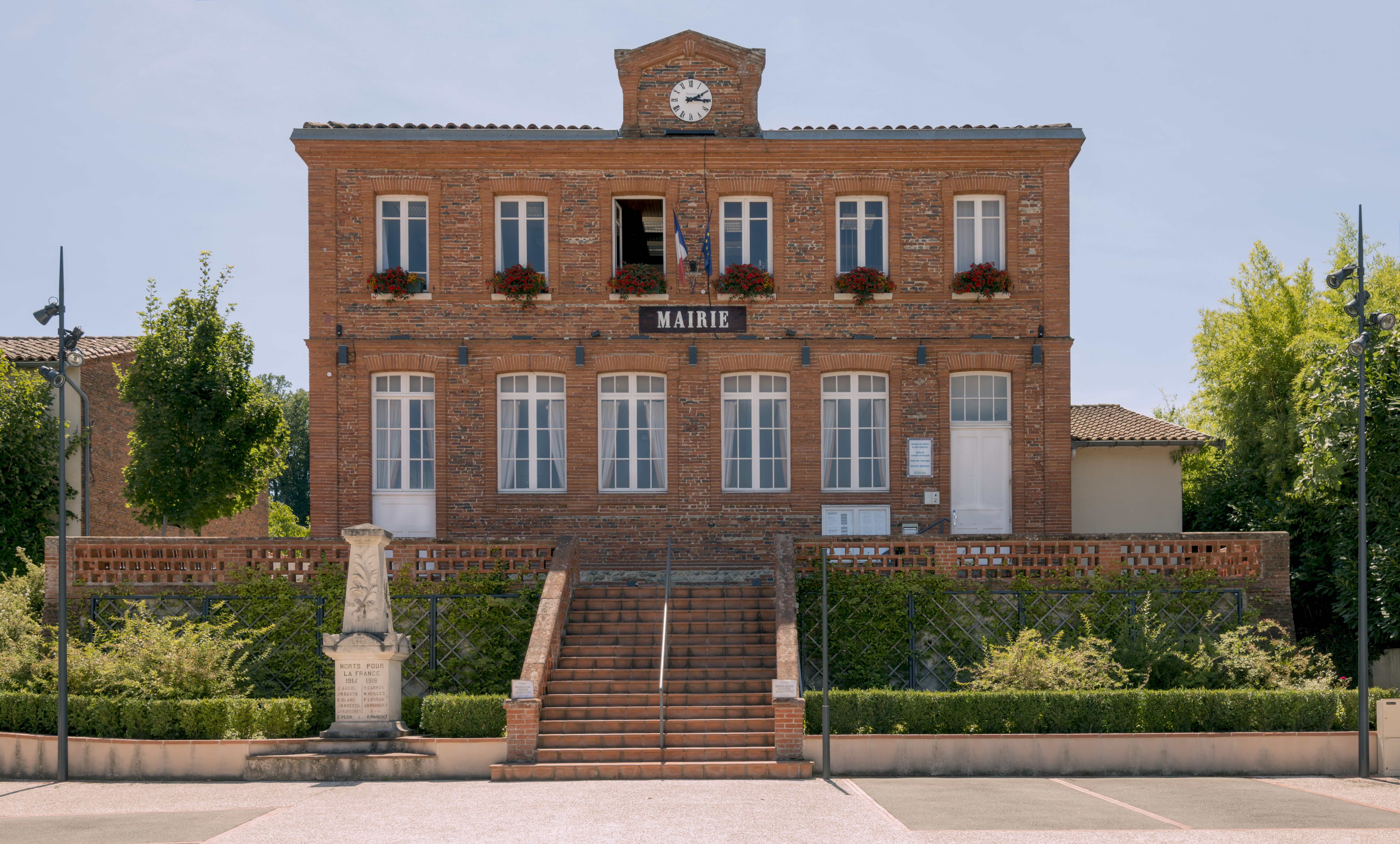
A városháza
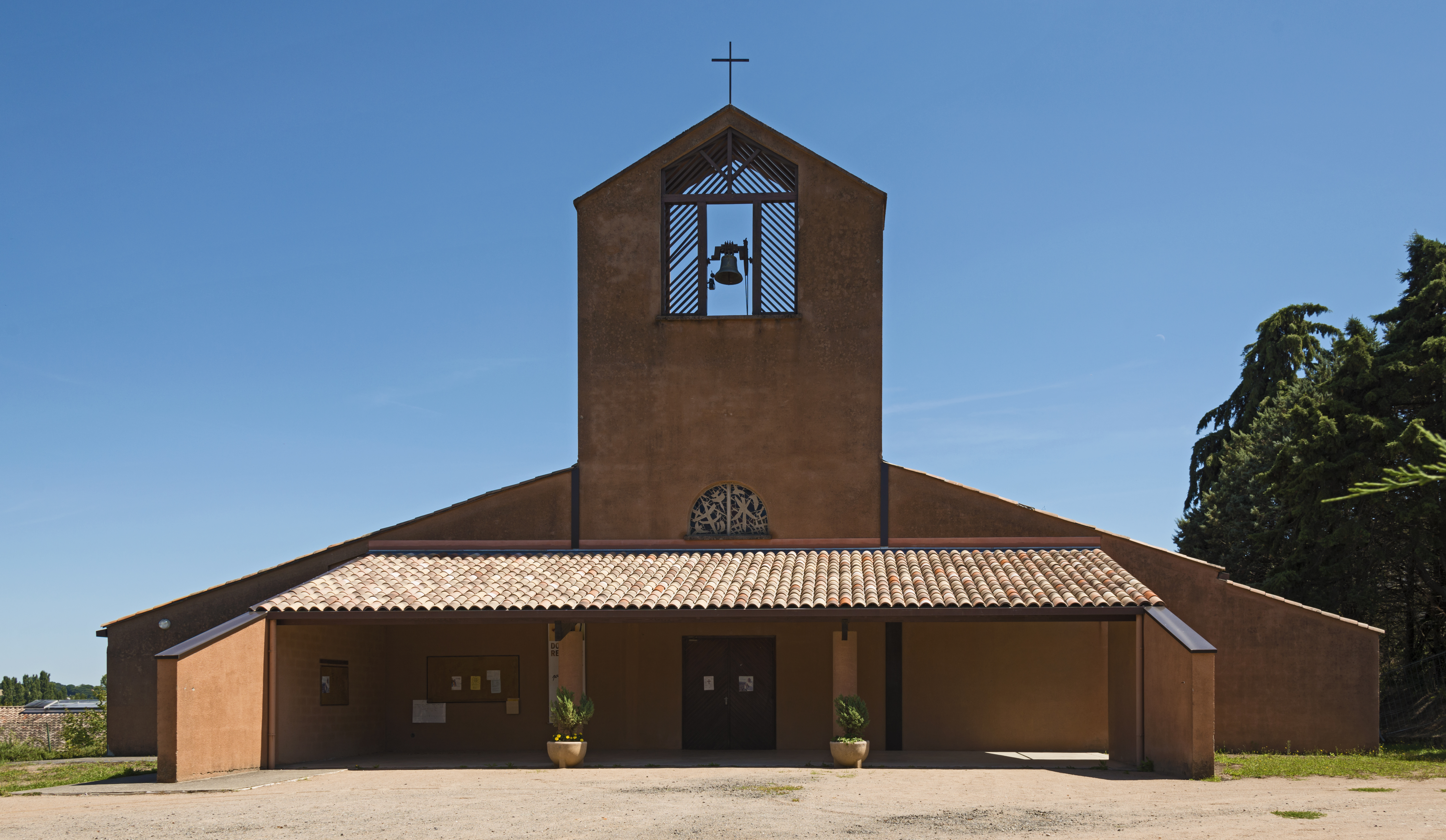
A templom Saint-Martial

## Népesség
A település népességének változása:
| Lakosok száma | 353  | 1740 | 2347 | 3332 | 3930 | 4119 | 4106 | 4111 | 4099 | 4322 |
|               | 1968 | 1982 | 1990 | 2006 | 2013 | 2015 | 2017 | 2019 | 2020 | 2022 |